# Nähschraube
Die Nähschraube oder auch Nähklemme (teilweise auch Dritte Hand; engl.: oft auch Sewing bird) ist eine, meist gedrechselte, Klemmschraube, mit einem halbrunden Nadelkissen am oberen Ende.

## Funktion
Das heute kaum mehr gebräuchliche Instrument diente beim Stopfen und Nähen als Unterlage bzw. Halterung für den Stoff, der mit einer Stecknadel am Kissen angesteckt wurde. Mit der Schraubvorrichtung wurde die Nähschraube am Nähtisch befestigt. Im Biedermeier waren neben der Nähschraube aus Holz auch reich verzierte Schrauben aus Gusseisen gebräuchlich.
Eine Variante ist der Nähstein, der aufgrund seines hohen Eigengewichtes ohne Befestigungsschraube auskommt.

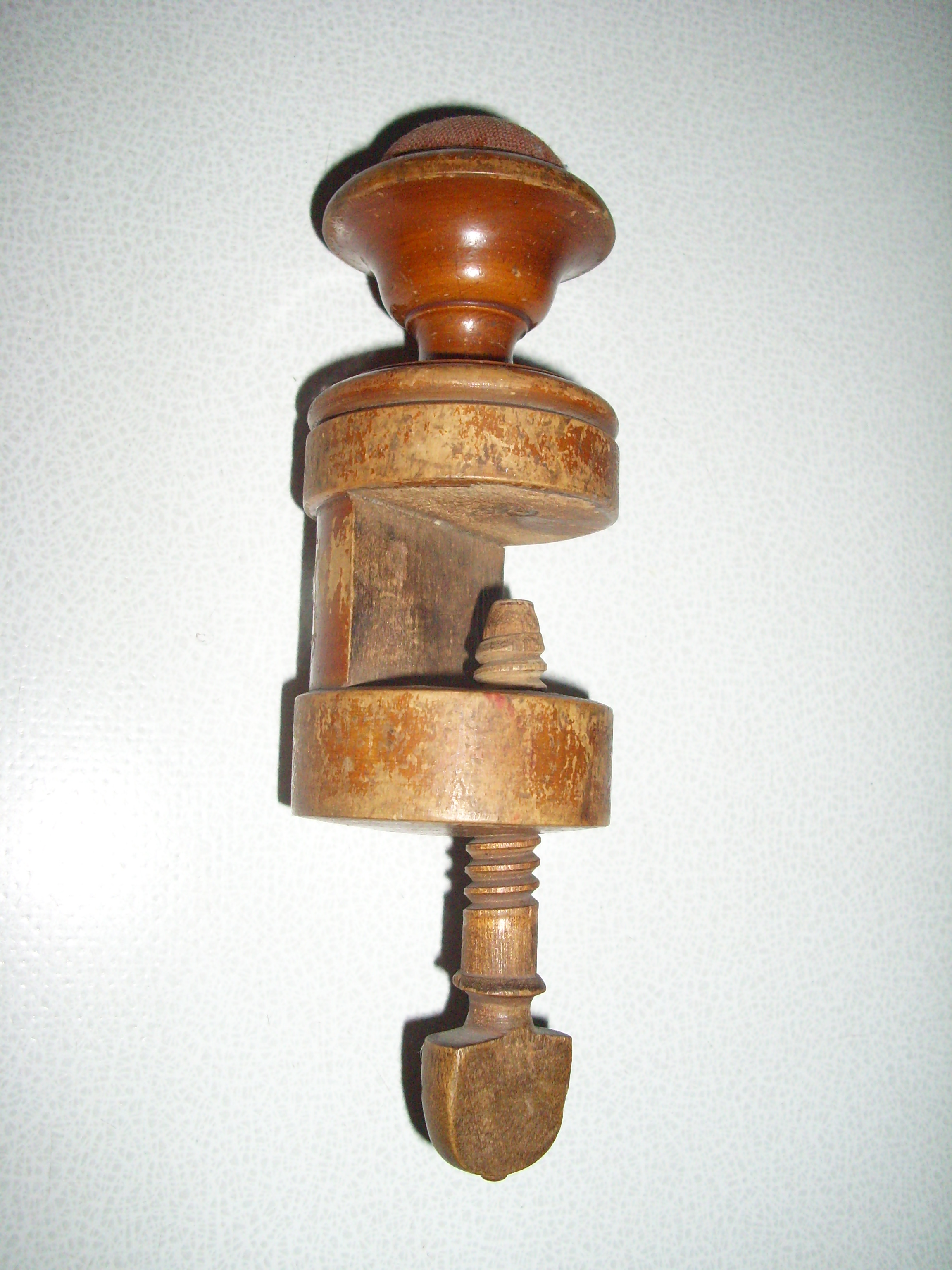
Gedrechselte Nähschraube
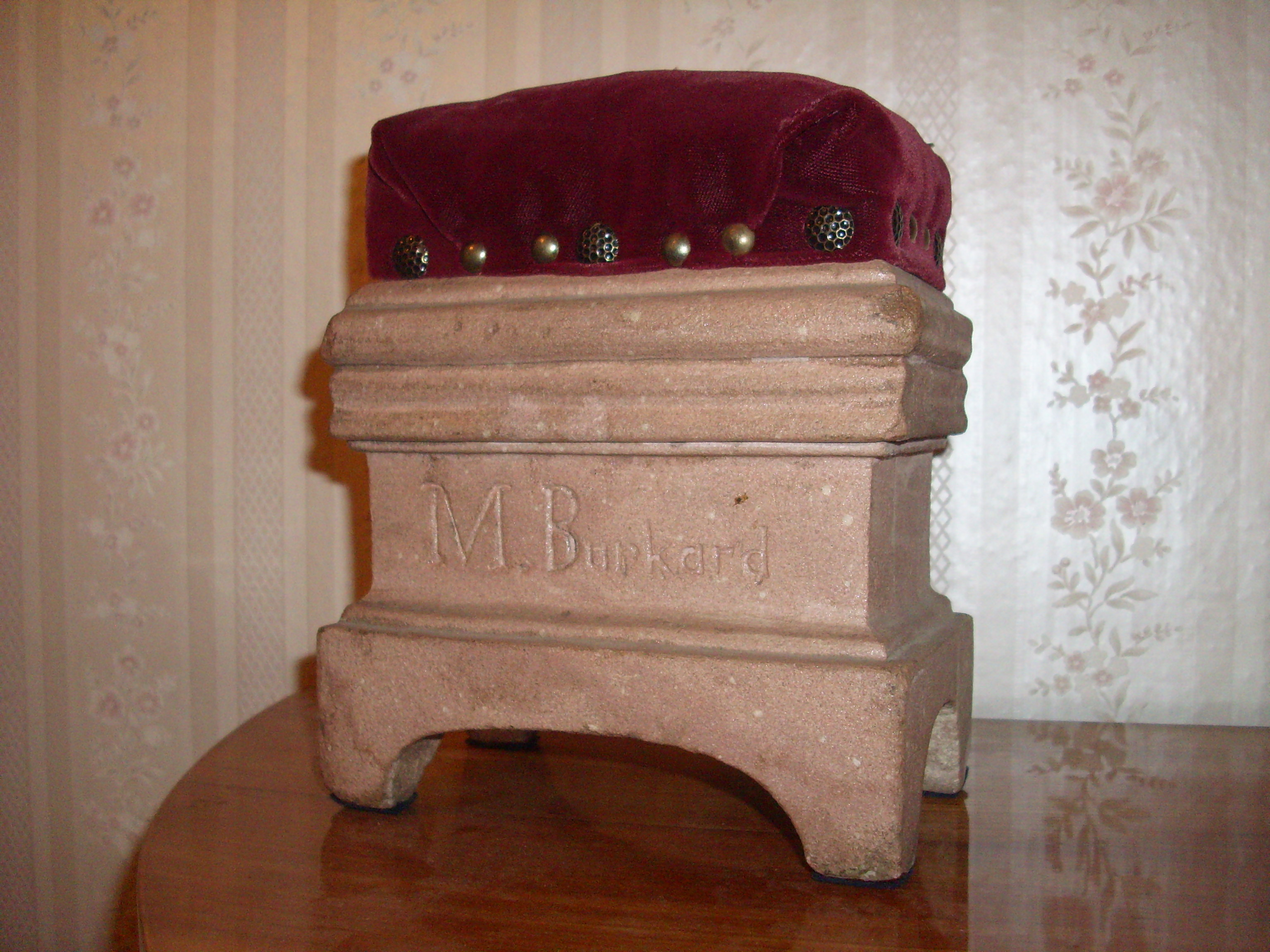
Nähstein aus dem Odenwald

## Geschichte
Entstanden sind Nähschrauben gegen Ende des 17. Jahrhunderts. Sie kamen als Arbeitserleichterung im 18. Jahrhundert in Mode.  Es war das erste Gerät, das es erlaubte, den Stoff zu verschieben, ohne eine Klammer zu lösen. Im 19. Jahrhundert waren sie als Präsente beliebt, junge Männer schenkten ihren zukünftigen Bräuten kunstvoll verzierte Nähschrauben.

## Zitat
- Theodor Storm: Pole Poppenspäler (1874): „wenigstens geschah es, daß mich eines Tags der Subrektor bei Rückgabe eines nicht eben fehlerlosen Exerzitiums seltsamerweise fragte, ob ich vielleicht wieder eine Nähschraube zu meiner Schwester Geburtstag gedrechselt hätte.“